# Mycetophila neofungorum
Mycetophila neofungorum är en tvåvingeart som beskrevs av Chandler 1993. Mycetophila neofungorum ingår i släktet Mycetophila och familjen svampmyggor.
Artens utbredningsområde är Arizona. Inga underarter finns listade i Catalogue of Life.